# Pollux (1900)
Pollux – polski holownik z okresu dwudziestolecia międzywojennego, służący początkowo w polskiej Marynarce Wojennej, a następnie w służbie cywilnej. Jednostka została zbudowana w 1900 roku w niemieckiej stoczni, prawdopodobnie w Gdańsku, po czym wiosną 1920 roku została zakupiona przez Polskę. W latach 1920–1922 służyła w polskiej Marynarce Wojennej, a następnie używano jej w służbie cywilnej. W 1925 roku holownik został wystawiony na sprzedaż i nabyty przez armatora z Wolnego Miasta Gdańsk. Jednostka była użytkowana na pewno do roku 1943, a jej dalszy los jest nieznany. „Pollux” i zakupiony w tym samym czasie „Castor” były pierwszymi holownikami w polskiej flocie.

## Historia
Po przejęciu z rąk niemieckich przyznanego Polsce przez traktat wersalski Pomorza (na którym znalazły się tylko dwa niewielkie porty rybackie – Hel i Puck) podjęto działania w celu pozyskania pomocniczego taboru pływającego, gdyż przejęto jedynie pewną liczbę łodzi i kutrów rybackich oraz żaglowców handlowych. Nowo powstała Marynarka Wojenna, która decyzją Rady Ambasadorów miała otrzymać sześć poniemieckich torpedowców, potrzebowała w szczególności holowników, które byłyby pomocne we wprowadzaniu okrętów do ciasnego basenu portowego prowizorycznego portu puckiego oraz kontroli toru wodnego prowadzącego przez płycizny Zatoki Puckiej.
Departament dla Spraw Morskich Ministerstwa Spraw Wojskowych w kwietniu i maju 1920 roku zakupił więc w Gdańsku dużą liczbę taboru pływającego, w tym dwa holowniki: „Castor” i „Pollux”. Były to pierwsze holowniki polskiej Marynarki Wojennej.
„Pollux” został zbudowany w 1900 roku w nieokreślonej niemieckiej stoczni, prawdopodobnie w Gdańsku. Nazwa jednostki w polskiej służbie nawiązywała do mitycznego syna Zeusa i Ledy – Polluksa (brata Castora); jego ewentualna wcześniejsza nazwa jest nieznana.

## Dane taktyczno-techniczne
„Pollux” był płaskodennym holownikiem rzeczno-portowym o długości całkowitej 26,3 metra, szerokości 4,4 metra i zanurzeniu 1,3 metra. Pojemność wynosiła 55 BRT, a nośność 7 NRT. Siłownię jednostki stanowiła dwucylindrowa maszyna parowa podwójnego rozprężania o mocy 140 KM, napędzająca pojedynczą śrubę napędową.
Załoga jednostki składała się z pięciu osób – kierownika i czterech marynarzy.

## Służba

### Marynarka Wojenna
„Pollux” został przekazany Marynarce Wojennej w 1920 roku, przyporządkowany rozkazem nr 39 Ministerstwa Spraw Wojskowych z 22 maja Dowództwu Wybrzeża Morskiego w Pucku. Portem macierzystym holownika stał się także Puck. Do jego głównych zadań należała obsługa pogłębiarek i kryp pracujących w Zatoce Puckiej (pogłębianie przejścia „Depka” w Rybitwiej Mieliźnie) oraz w basenach portów w Pucku i Helu. Z racji niewielkich wymiarów i płaskiego dna jednostka mogła być użytkowana na wodach Zatoki Gdańskiej jedynie przy dobrej pogodzie.
W związku z podziałem spraw morskich na cywilne i wojskowe „Pollux” wraz z „Castorem” zostały z dniem 1 stycznia 1922 roku skreślone z listy jednostek pomocniczych marynarki i przekazane Urzędowi Marynarki Handlowej w Wejherowie, podległemu zarządowi Departamentu Marynarki Handlowej w Ministerstwie Przemysłu i Handlu.

### Służba cywilna
Mimo zmiany przynależności zadaniem holownika była nadal obsługa pogłębiarek i kryp pracujących w Zatoce Puckiej, a także utrzymywanie komunikacji między portem w Pucku i będącym w budowie portem gdyńskim. Podczas sezonu letniego, przy braku wyspecjalizowanych jednostek wycieczkowych, „Pollux” i „Castor” przewoziły oficjalne delegacje i turystów, głównie na Hel. W czerwcu 1922 roku holownik towarzyszył aż do zewnętrznych wybrzeży Półwyspu Helskiego wypływającemu w dwumiesięczny rejs żaglowcowi szkolnemu „Lwów”. Od sierpnia 1923 roku obie jednostki wypełniały zadania holownicze i pilotowe, pomagając statkom pasażerskim i węglowcom przybijającym do prowizorycznego mola w gdyńskim porcie. W 1925 roku „Pollux” i „Castor” zostały przyporządkowane na stałe Kapitanatowi Portu w Gdyni. Po zakupie nowoczesnego i znacznie większego holownika „Ursus”, który przejął większość zadań holowniczych w porcie gdyńskim, „Polluxa”, mającego w tym czasie niesprawny kocioł, uznano za zbędny i wystawiono w przetargu w końcu 1925 roku. Holownik znalazł nabywcę w 1926 roku w osobie armatora z Wolnego Miasta Gdańska Alberta Zimmermanna. Jednostka pod niezmienioną nazwą użytkowana była po remoncie  przez nowego właściciela co najmniej do 1943 roku. Jej dalszy los pozostaje nieznany.
Należy dodać, że w 1936 roku Urząd Morski w Gdyni kupił i wcielił do służby nowy holownik o nazwie „Pollux”.